# Округ Рэйнтри (фильм)
«Округ Рэйнтри» (англ. Raintree County) — американский эпический историко-романтический вестерн режиссёра Эдварда Дмитрыка и продюсера Дэвида Льюиса. Сценарий картины авторства Милларда Кофмана основан на одноименной книге Росса Локриджа-младшего, изданной в 1948 году. Оператор — Роберт Сёртис. Монтажёр — Джон Даннинг. Автор музыки к фильму — Джонни Гринн. В главных ролях — Монтгомери Клифт, Элизабет Тэйлор, Эва Мари Сейнт, Найджел Патрик и Ли Марвин. Премьера картины состоялась 2 октября 1957 года.
В 1958 году фильм был представлен в четырёх номинациях премии «Оскар»: за лучшую женскую роль, лучшую работу художника-постановщика, лучший дизайн костюмов и лучший саундтрек.

## Сюжет
1859 год. В округе Рэйнтри в штате Индиана живёт молодой человек по имени Джон Уиклифф Шонесси, который увлечён местной легендой о величественном дождевом дереве, давшем название округу. Чтобы отыскать это дерево, он отправляется на большое болото, где едва не погибает в трясине.
Со школьной скамьи Шонесси влюблён в Нелл Гейтер. Девушка тоже влюблена в него. Но тут внимание молодого человека привлекает Сюзанна Дрейк, богатая красавица из Нового Орлеана. У Джона возникает краткий и страстный роман с Сюзанной, пока та гостит в его поместье. Покинув на некоторое время Индиану, Сюзанна возвращается к Джону и говорит, что беременна от него. Шонесси женится на Дрейк из соображений чести и долга, оставляя убитую горем Гейтер.
Молодожёны едут на юг, навестить семью Дрейк. Они узнают, что мать Сюзанны сошла с ума и погибла во время пожара, вместе с отцом и Генриеттой, рабыней, вероятной наложницей отца. Сюзанна подозревает, что Генриетта могла быть её биологической матерью. Постепенно у самой Дрейк развивается психическое расстройство. Она говорит Джону, что соврала ему о беременности, чтобы заставить молодого человека сочетаться с ней браком.
Противник рабства, Шонесси не вписывается в семью Дрейк. Супруги возвращаются в округ Рэйнтри до начала Гражданской войны, где Шонесси устраивается на работу учителем. В самом начале войны у них рождается мальчик, которого они называют Джимми. На третьем году войны у Сюзанны развивается тяжелая паранойя, сопровождаемая бредом. Она бежит из Индианы вместе с ребёнком к родственникам в штате Джорджия.
Джон полон решимости найти жену и вернуть сына. Он записывается в армию Союза. Пройдя через кровавые сражения, Шонесси находит сына на старой плантации и узнает, что Сюзанну поместили в сумасшедший дом. Он получает ранение, когда возвращается с Джимми обратно на военные позиции, и его увольняют из армии. Джон продолжает поиски жены и обнаруживает Дрейк приюте, где Сюзанну содержат в ужасных условиях. Он возвращается вместе с ней в округ Рэйнтри.
После окончания войны и убийства президента Авраама Линкольна Шонесси задумывается о своём будущем. Гейтер убеждает его баллотироваться на политический пост. Поняв, что Джон и Нелл все ещё любят друг друга, Сюзана уходит из дома посреди ночи. Она идёт на болото, чтобы найти легендарное дождевое дерево. Четырёхлетний Джимми следует за матерью. Поисковая группа обнаруживает тело Дрейк, а Джон и Нелл находят невредимого Джимми, которого уносят из болота. Сосредоточив всё внимание на ребёнке, они не замечают величественного дождевого дерева, сияющего в лучах раннего утреннего солнца.

## В ролях
| Актёр            | Роль                                |
| ---------------- | ----------------------------------- |
| Монтгомери Клифт | Джон Уиклиф Шонесси                 |
| Элизабет Тэйлор  | Сюзанна Дрейк                       |
| Эва Мари Сейнт   | Нелл Гейтер                         |
| Найджел Патрик   | профессор Джерусалем Уэбстер Стайлс |
| Ли Марвин        | Орвил «Флэш» Перкинс                |
| Род Тейлор       | Гарвуд Би Джонс                     |
| Агнес Мурхед     | Элен Шонесси                        |
| Уолтер Абель     | Ти Ди Шонесси                       |
| Джарма Льюис     | Барбара Дрейк                       |
| Том Дрейк        | Боби Дрейк                          |
| Рис Уильямс      | Эзра Дрейк                          |
| Расселл Коллинс  | Нильс Фостер                        |
| Дефорест Келли   | офицер-конфедерат                   |
| Мирна Хансен     | Лидия Грей                          |

## Производство
В июле 1947 года компания Metro-Goldwyn-Mayer приобрела у начинающего писателя Росса Локриджа Младшего рукопись «Округ Рэйнтри» за 150 000 долларов США. Автор собирался опубликовать роман в издательстве Houghton Mifflin. Студия составила предварительную смету в 6 миллионов долларов США и наняла в продюсеры Кэри Уилсона. На главные женские роли рассматривались актрисы Лана Тёрнер, Ава Гарднер и Джанет Ли. На главные мужские – актёры Роберт Уокер и Кинан Уинн. В шорт-лист студии также попали Ван Хефлин и Джин Келли. В январе 1948 года книга вышла в свет и стала национальным бестселлером. Однако в марте того же года, автор романа был найден мёртвым в своём гараже. Его смерть была признана самоубийством в результате отравления угарным газом. В прессе также появилась информация о работе писателя над экранизацией своей книги. Однако в августе 1949 года Уилсон сообщил вдове Локриджа, о том, что работа над проектом откладывается на два года по причине недостаточного финансирования.
В августе 1955 года проект был возобновлён руководителем производства MGM Дором Шари. В продюсеры фильма был нанят Дэвид Льюис. Миллард Кауфман стал автором сценария. Элизабет Тейлор получила роль Сюзанны Дрейк. В декабре того же года Монтгомери Клифт подписал контракт с Metro-Goldwyn-Mayer на три картины, первой из которых стал фильм «Округ Рэйнтри» . К январю 1956 года Эве Мари Сэйнт предложили 100 000 долларов США за роль в фильме. Также роль в фильме получил Род Тейлор.
Съёмки картины проходили в разных местах, в том числе в довоенных особняках Данлит и Элмс-Корт, на Виндзорских руинах в Натчезе в штате Миссисипи; на озеро Рилфут на северо-западе штата Теннесси недалеко от границы со штатом Кентукки; в историческом месте Либерти-Холл на Уилкинсон-стрит во Франкфорте и Данвилле и его окрестностях в штате Кентукки. Для сцен с болотом использовались локации озера Рилфут.
Во время съемок Монтгомери Клифт чуть не погиб в автомобильной аварии. Вечером 12 мая 1956 года он врезался в телефонный столб и разбил машину. Актёр сломал нос и челюсть в трёх местах, порезал губу. Ему сделали несколько хирургических операций. После того как Клифта выписали из больницы, съёмки отложили до начала июля, потому что студия решила, что актёр сможет вернуться к работе только через три недели. Раны на лице Клифта заметны в нескольких сценах, снятых после аварии. Его игра в сценах, снятых в это время, заметно отличается от материала, снятого ранееref>Clift upsets Hollywood. The Australian Women's Weekly (англ.). National Library of Australia. 1956-06-20. p. 46. Дата обращения: 03-06-2012. {{cite news}}: Проверьте значение даты: |access-date= (справка)</ref>. Клифт начал сильно пить и принимать наркотики, которые сделали выражение его лица более измученным, а также повлияли на поведение и осанку.
Позднее Эдвард Дмитрык вспоминал в своей автобиографии «Это адская, но не плохая жизнь», что нашёл «сотню контейнеров» со всеми видами наркотиков и «красивый кожаный футляр с иглами и шприцами» в гостиничном номере Клифта. Однажды он обнаружил актёра пьяным и уснувшим с сигаретой, которая догорела у него между пальцами. Во время съёмок в Данвилле поведение Клифта стало совершенно непредсказуемым и асоциальным: он заказывал себе почти сырой стейк, добавлял в него много масла и перца и ел руками, по ночам бегал голым по городу, так, что у двери гостиничного номера Клифта пришлось поставить полицейского.
У Элизабет Тейлор также были проблемы во время съемок со старинной одеждой. Однажды она потеряла сознание из-за гипервентиляции. Ей потребовалось больше недели, чтобы оправиться от тахикардии после инцидента. Во время съёмок актриса часто опаздывала на площадку и была озабочена своим романом с Майком Тоддом, который нанял коммерческий авиалайнер, чтобы лично доставить ей дорогие подарки в Данвилл.
«Округ Рэйнтри» стал первым фильмом, снятым с использованием 65-миллиметровой анаморфотной широкоэкранной технологии, первоначально называвшейся MGM Camera 65, позже переименованной в Ultra Panavision 70, которая давала сверхширокое изображение с соотношением сторон 2,76:1; плёнка также использовалась при съёмках MGM фильма «Бен Гур» 1959 года. Хотя MGM рассчитывала выпустить фильм в формате 70 мм, студия решила не делать этого, поскольку единственные проекторы в то время использовались для показа фильма Майка Тодда «Вокруг света за 80 дней». Из-за задержек при съёмке фильма по вине Клифта и Тейлор, а также экстравагантных декораций, картина стала самым дорогим американским фильмом в истории MGM. Дмитрык больше никогда не снимал для студии. Несмотря на успех в прокате, фильм не окупил свою стоимость.

## Релиз
24 января 1957 года Дмитрык, Льюис, Джозеф Фогель и многочисленные руководители студии прибыли в Санта-Барбару в штате Калифорния для просмотра готового фильма в кинотеатре «Гранада». Фильм длился три часа шесть минут и, как сообщается, получил положительный отклик у 1100 зрителей. Однако к марту 1957 года, после многочисленных предварительных просмотров, MGM объявила, что в том же месяце начнутся повторные съёмки, так что «определенные драматические моменты будут подчеркнуты повторной съёмкой крупным планом и что будут добавлены дополнительные кадры для достижения более плавных переходов в эпической драме».
2 октября 1957 года около 5000 человек прибыли в город Луисвилл, в штате Кентукки, на мировую премьеру фильма в кинотеатре «Браун». Это была кульминация двухдневного фестиваля, который включал парад лимузинов со звездами, занятыми в картине, торжественные приемы и костюмированный бал во Фридом-Холле. В следующем месяце студия решила вырезать из фильма пятнадцать минут перед общим прокатом. Из заявления Роберта Готшалка, со-основателя и президента Panavision, известно, что «Округ Рэйнтри» демонстрировали в некоторых кинотеатрах на широкоформатных 70-миллиметровых отпечатках плёнки для роуд-шоу и на стандартных 35-миллиметровых плёнках.

## Критика
Босли Кроутер из «Нью-Йорк Таймс» писал о фильме: «У него красивая и дорогостоящая постановка, которая проецируется на экран с помощью чёткого фотографического процесса под названием Camera 65. В нём задействован необычный актёрский состав во главе с Элизабет Тэйлор, Монтгомери Клифтом, Эвой Мари Сэйнт и Найджелом Патриком. И в нём есть насыщенная музыкальная партитура Джонни Грина. Однако сценарий Милларда Кофмана — бесформенная амёба, и в этом заключается фатальная слабость этого дорогостоящего и амбициозного фильма». В «Харрисон’с Репортс» о фильме говорится: «Картина на самом деле настолько многословна, что теряется суть истории, если не уделять пристальное внимание диалогам. Одним из недостатков истории является тот факт, что мотивы некоторых из персонажей, особенно главного героя, не слишком ясны, что создаёт неясность, уменьшающую его драматическое воздействие... Игра всего актерского состава первоклассная, есть множество сцен, наиболее эффектных по драматургии, но в целом история не соответствует впечатляющей визуальной красоте постановки». Точно так же в журнале «Варьете» фильм описан, как «большая картина с точки зрения размера изображения, но история не всегда соответствует масштабу постановки. Главный недостаток истории заключается в ее неопределенности — не совсем конкретизированных мотивах главных героев и в конфликтах, связанных с поиском счастья Клифтом, попеременно с мисс Сэйнт и мисс Тэйлор».
Среди недавних рецензия Джеффа Эндрю в «Time Out», который назвал фильм «слоновьей скукой». На веб-сайте с совокупными рецензиями Rotten Tomatoes фильм имеет рейтинг одобрения 10% на основе 10 рецензий со средней оценкой 5,20/10.

## Сборы
По данным MGM, фильм заработал 5 830 000 долларов США в Северной Америке и 3 250 000 долларов США в мировом прокате. Из-за высокой стоимости фильм принёс компании убыток в размере 484 000 долларов.

## Награды и номинации
| Премия                | Номинация                               | Кандидаты                                                                                 | Итог      |
| --------------------- | --------------------------------------- | ----------------------------------------------------------------------------------------- | --------- |
| «Оскар» 1958          | Лучшая женская роль                     | Элизабет Тэйлор                                                                           | Номинация |
| «Оскар» 1958          | Лучшая работа художника-постановщика    | Художественное оформление: Уильям Хорнинг и Ури Макклири Декорации: Эдвин Уиллис Хью Хант | Номинация |
| «Оскар» 1958          | Лучший дизайн костюмов                  | Уолтер Планкетт                                                                           | Номинация |
| «Оскар» 1958          | Лучшая музыка к фильму                  | Джонни Грин                                                                               | Номинация |
| «Золотой глобус» 1958 | Лучший актёр второго плана в кинофильме | Найджел Патрик                                                                            | Номинация |
| «Лорел»               | Лучшее женское драматическое исполнение | Элизабет Тэйлор                                                                           | Номинация |
| «Лорел»               | Лучшее мужское исполнение второго плана | Ли Марвин                                                                                 | 5-е место |
| «Лорел»               | Лучшее женское исполнение второго плана | Агнес Мурхед                                                                              | Номинация |
| «Лорел»               | Лучший автор музыки                     | Джонни Гринн                                                                              | Номинация |

Фильм был включён Американским институтом киноискусства в следующие списки:
- 2002: 100 самых страстных американских фильмов за 100 лет[27];
- 2005: Лучшая музыка в американских фильмах за 100 лет[28].